# Garrulax rufifrons
Garrulax rufifrons е вид птица от семейство Leiothrichidae. Видът е критично застрашен от изчезване.

## Разпространение
Видът е разпространен в Индонезия.